# Zasada rzeczywistości
Zasada rzeczywistości – zasada, którą kieruje się świadoma część osobowości – ego. Ma ona na celu zapobiec rozładowaniu napięcia, dopóki nie zostanie znaleziony obiekt, umożliwiający zaspokojenie potrzeby, zawiesza czasowo zasadę przyjemności. Zasada rzeczywistości sprowadza się do pytania: czy dane doświadczenie jest prawdziwe czy fałszywe? (czy istnieje naprawdę w świecie zewnętrznym).
Zasada rzeczywistości nie powinna być rozumiana jako zasada odwoływania się do obiektywnej "prawdy ostatecznej" na temat rzeczywistości, lecz jedynie jako subiektywna percepcja formułowana na podstawie wybiórczego i stosunkowo skąpego zasobu informacji.